# European Professional Club Rugby
European Professional Club Rugby (EPCR) é o órgão de governança e o organizador dos dois principais torneios de clubes europeus de rugby union: a Liga dos Campeões de Râguebi e a Taça Challenge de Râguebi. Em 2017, um terceiro torneio, o European Rugby Continental Shield foi introduzido como uma competição de qualificação para clubes de países menores entrarem na Challenge Cup. O EPCR compartilha o controle deste torneio com a Rugby Europe, a federação internacional de rugby union da Europa e com a federação italiana.
A organização foi criada em 2014 em Neuchâtel, Suíça e agora está sediada em Lausana. A Suíça foi escolhida para não ter sede em nenhum dos seis países participantes.
O EPCR possui nove grandes acionistas – os seis sindicatos de nível 1 cujas equipes nacionais jogam no Campeonato das Seis Nações e os três órgãos de clubes que representam equipes de inglês, francês e galês em suas respectivas ligas.
As competições inaugurais foram realizadas na temporada 2014–15.

## Receita
As receitas geradas pelos torneios EPCR são divididas em três partes iguais — um terço para clubes ingleses, um terço para clubes franceses e um terço para clubes Pro12, mas com uma garantia de distribuição mínima para os clubes Pro12 durante os primeiros cinco anos. Sob a Copa Europeia de Râguebi anterior, os clubes irlandês, galês, escocês e italiano haviam recebido 52% da receita, enquanto os clubes inglês e francês receberam 48%.